# Philipp Jarnach
Philipp Jarnach (ur. 26 lipca 1892 w Noisy-le-Sec, 17 grudnia 1982 w Börnsen) – niemiecki kompozytor pochodzenia francuskiego.

## Życiorys
Był synem Katalończyka i Flamandki. W latach 1912–1914 uczył się w Konserwatorium Paryskim u Édouarda Rislera (fortepian) i Alberta Lavignaca (teoria). W 1915 roku wyjechał do Zurychu, gdzie w latach 1915–1921 uczył w miejscowym konserwatorium. Poznał też Ferruccio Busoniego, po którego śmierci dokończył operę Doktor Faust (wyst. Drezno 1925). W latach 1922–1927 pisywał krytyki muzyczne do ukazującej się w Berlinie gazety Börsen-Kurier. W 1931 roku otrzymał obywatelstwo niemieckie. Wykładał w Hochschule für Musik w Kolonii (1927–1949) i w konserwatorium w Hamburgu (1949–1970). Członek Akademie der Künste w Berlinie (1955). Do jego uczniów należeli Kurt Weill, Otto Luening, Nikos Skalkotas, Ingolf Dahl, Bernd Alois Zimmermann i Donald Scavarda.

## Twórczość
Należał do przedstawicieli międzywojennego niemieckiego modernizmu muzycznego, jego język dźwiękowy ukształtował się pod wpływem Ferruccio Busoniego. Muzyka Jarnacha cechuje się doskonałym warsztatem, brak jej jednak znamion indywidualności.
Skomponował m.in. 2 sonaty na skrzypce solo (1913, 1922), Sonatinę na flet i fortepian (1919), 2 kwartety smyczkowe (1920, 1924), Sinfonia Brevis (1923), Trzy utwory na fortepian (1924), Sonatine, Romancero I na fortepian (1925), Morgenklagspiel, Romancero II na orkiestrę (1925), Concert Piece, Romancero III na organy (1928), Musik mit Mozart na orkiestrę (1935), Sinfoniettę na smyczki (1936), Musik zum Gedächtnis der Einsamen na kwartet smyczkowy i orkiestrę smyczkową (1952).